# Hot boy nổi loạn và câu chuyện về thằng Cười, cô gái điếm và con vịt
Hot boy nổi loạn và câu chuyện về thằng Cười, cô gái điếm và con vịt, hay gọi ngắn là Hot boy nổi loạn (tựa trong tiếng Anh: Lost in Paradise), là một bộ phim tình cảm - tâm lý xã hội của Việt Nam do đạo diễn Vũ Ngọc Đãng thực hiện, phim được công chiếu vào năm 2011.
Hot boy nổi loạn lấy bối cảnh ở Thành phố Hồ Chí Minh và kể lại hai câu chuyện khác nhau. Câu chuyện thứ nhất kể về tam giác tình giữa ba chàng trai tên Khôi, Lam và Đông; trong đó Lam và Đông làm nghề mại dâm. Câu chuyện thứ hai kể về một chàng khờ tên Cười và tình bạn giữa anh với một cô gái mại dâm tên Hạnh.
Bộ phim nhận được nhiều nhận xét tích cực và có doanh thu cao tại Việt Nam. Trên thị trường quốc tế, phim cũng đã được chiếu tại một số liên hoan phim và nhận được nhận xét ít tích cực hơn. Bộ phim được xem là một sự đột phá trong điện ảnh Việt Nam trong việc miêu tả cuộc sống của những người đồng tính.

## Nội dung
Khôi (Hồ Vĩnh Khoa) là một thanh niên vừa lên Thành phố Hồ Chí Minh từ quê ở Nha Trang sau khi bị gia đình đuổi vì biết được anh là người đồng tính. Đông (Linh Sơn) gặp Khôi và kết bạn với anh, mời anh về nhà ở chung nhà trọ mà Đông đang ở với Lam (Lương Mạnh Hải), người mà Khôi không biết chính là người tình đồng tính của Đông. Tại nhà trọ, Đông và Lam đã cướp hết tài sản của Khôi, rồi sau đó Đông bỏ rơi Lam với số tiền cướp được. Khôi phải đi làm bốc vác và nhiều việc khác kiếm sống. Trong một lần do vô ý, Khôi đã bị ngã gãy tay và chân. Còn Lam tìm một phòng trọ khác, ngày ngày đi làm trai đứng đường kiếm sống. Lam gặp Khôi ngủ bụi ngoài đường, đã xin lỗi và đưa Khôi về chăm sóc. Hai người thành tình nhân. Đông quay lại phá cuộc sống của hai người, nhưng bị Lam đâm thủng bàn chân để cảnh cáo. Do không chịu nổi nghề của Lam đang làm, dù đã khuyên nhủ nhưng Lam không nghe, Khôi đã chia tay và bỏ về quê, ôn thi đại học. Vì muốn kiếm thật nhiều tiền để có được hạnh phúc bên Khôi, Lam đã ra tay cướp bóc khách. Trong một lần như thế, Lam đã bị một người cũ quay lại trả thù. Ở cảnh cuối, Lam bị đánh bất tỉnh trong tình trạng bị thương nặng, không mảnh vải che thân.
Câu chuyện thứ hai kể về một chàng khờ tên Cười và tình bạn giữa anh với một cô gái mại dâm tên Hạnh. Cười (Hiếu Hiền) là người xấu xí, thiểu năng, không biết nói, không gia đình thân thích, sống cô độc một mình. Hàng ngày anh đi nhặt ve chai kiếm sống, tối về anh ngủ ở chiếc ghe cũ trên bến sông. Cười xin một quả trứng từ người bán hàng, đem về và ấp nở ra một con vịt để làm bạn. Anh đem lòng yêu cô gái điếm già Phước Hạnh, thường tìm cách đến gần để ngắm người mình yêu. Khi Phước Hạnh đi tù, anh thường xuyên vào chăm nom người yêu. Còn Phước Hạnh (Phương Thanh) là một gái điếm già hết thời, thường đứng ven đường bắt khách. Bản chất cô là một người lương thiện. Cô bị quản lý bởi một tú bà dữ dằn chuyên ăn phần trăm lợi nhuận cắt cổ của những gái điếm trong khu vực. Cô cũng quý Cười, thường xuyên bảo vệ Cười khỏi sự ăn hiếp của tú bà, dù sau đó cô bị đòn đau vì dám chống chủ. Cuối phim vì quá uất ức, cô đã giết cả tú bà và gã tay sai. Cô lĩnh án 15 năm tù giam.

## Diễn viên
- Lương Mạnh Hải vai Lam
- Hồ Vĩnh Khoa vai Khôi
- Hiếu Hiền vai Cười
- Phương Thanh vai Trần Thị Phước Hạnh
- Linh Sơn vai Đông
- La Quốc Hùng vai Long
- Kim Phương vai Má mì
- Lê Tuấn vai Ma cô
- Thiên Kim vai Chủ vựa ve chai
- Lê Hóa vai Người bán vịt con
- Lâm Hải Sơn vai Danh
- Mỹ Phượng vai Chủ quán vịt lộn
- Don Nguyễn vai Đàn em của Danh
- Hải Triều vai Bóng lộ
- Huy Cường vai Cướp của Long
- Ngọc Yến vai chủ nhà trọ
- Ngọc Đáng vai Dì Sáu tiệm sách
- Đoàn Minh Tuấn vai Hưng
- Lương Mỹ vai Mẹ Long
- Đặng Trung Tuấn vai Khách làng chơi 1
- Lý Minh Thắng vai Khách làng chơi 2
- Quốc Dũng vai Khách làng chơi 3
- Nguyễn Lê Dũng vai Người ngủ ở chợ
- Thành Vinh vai Điếm trai
- Rima Thanh Vy vai Em Long
- Phan Thế Tài vai Hàng xóm
- Kan vai Bị cướp 1
- Đại Bình vai Bị cướp 2
- Lê Dương Bảo Lâm vai Người đàn ông hôn môi
- Mèo Anto Neo
- Mèo Papao Chi

## Phát hành
Dưới tựa tiếng Anh Lost in Paradise, bộ phim đã được công chiếu toàn thế giới tại liên hoan phim Toronto International Film Festival vào tháng 9 năm 2011,với các buổi chiếu tiếp theo tại Liên hoan phim Quốc tế Vancouver, và Liên hoan phim Quốc tế Busan.  Quyền phân phối quốc tế sau đó đã được Fortissimo Films có trụ sở tại Amsterdam và Hong Kong mua lại, trở thành tựa phim tiếng Việt đầu tiên của công ty.  Phim được công chiếu lần đầu với tên gọi Hot boy nổi loạn ở Thành phố Hồ Chí Minh vào ngày 12 tháng 10 năm 2011, tại Hà Nội vào ngày hôm sau và được công chiếu trên toàn Việt Nam vào ngày 14 tháng 10.  Bộ phim đã khai mạc Liên hoan phim Đồng tính và Đồng tính nữ Hồng Kông năm 2011, nơi được AFP mô tả là "Phim đồng tính đầu tiên của Việt Nam". Nó cũng sẽ là một phần của Liên hoan phim Việt Nam sắp tới...

## Nhạc phim
Tất cả ca khúc đều do Minh Thư sáng tác và Nguyễn Dân phối khí
- Lạc bước (Hồ Vĩnh Khoa)
- Yêu nhau (Hồ Vĩnh Khoa & Minh Xù)
- Còn những đêm buồn (Minh Xù)

## Vinh danh
Phim đã nhận được đề cử cho 9 trên tổng số 11 hạng mục của phim truyện nhựa tại liên hoan phim Việt Nam lần thứ 17 tại Phú Yên (giải "Bông sen vàng")
1. Đề cử diễn viên nam phụ xuất sắc nhất: Hồ Vĩnh Khoa (vai Khôi), Hiếu Hiền (vai Cười)
2. Đề cử biên kịch xuất sắc nhất: Vũ Ngọc Đãng, Lương Mạnh Hải
3. Đề cử quay phim xuất sắc nhất: Nguyễn Nam
4. Đề cử họa sĩ thiết kế hình ảnh xuất sắc nhất: Lê Tuấn
5. Đề cử nhạc phim xuất sắc nhất: Minh Thư - Minh Quân
6. Đề cử thiết kế âm thanh xuất sắc nhất.
7. Đề cử nam diễn viên chính xuất sắc nhất: Lương Mạnh Hải (vai Lam)
8. Đề cử đạo diễn xuất sắc nhất: Vũ Ngọc Đãng
9. Đề cử giải Bông sen vàng cho phim truyện nhựa hay nhất.
Hai hạng mục còn lại mà phim không được đề cử là "Nữ diễn viên chính xuất sắc nhất" và "Nữ diễn viên phụ xuất sắc nhất". Một nguyên nhân là phim không có nhân vật nữ chính.

Kết quả, phim đã thắng 4 giải trong tổng số 9 đề cử
1. Nam diễn viên phụ xuất sắc nhất: Hồ Vĩnh Khoa, Hiếu Hiền
2. Quay phim xuất sắc nhất: Nguyễn Nam
3. Đạo diễn xuất sắc nhất: Vũ Ngọc Đãng
4. Bông sen bạc cho phim truyện nhựa.